# ORP Iskra
Le ORP Iskra  est une goélette à trois mâts de 1917. Il a été lancé sous le nom de Vlissingen aux Pays-Bas où il a été construit. Il est devenu St. Blane, sous pavillon britannique en 1925, comme cargo en mer du Nord. Puis il a été racheté par la Pologne, en 1927, pour être utilisé comme navire-école par la marine polonaise, à l'exception de la période de la Seconde Guerre mondiale où il a servi par la Royal Navy. Il a été désarmé en 1981 pour être remplacé par l'Iskra II.

## Histoire

### Vlissingen et St. Blane
L' Iskra a été inaugurée aux Pays-Bas le 19 juin 1917 au chantier naval G.M. Muller de Foxhol sous le nom de Vlissingen. Son propriétaire était à l'origine de la compagnie de navigation Zeevarts Maatschappie, enregistrée à Groningue. En tant que cargo, le navire était initialement utilisé principalement dans le commerce côtier des Pays-Bas et après la Première Guerre mondiale sur la côte britannique et à destination de Londres. Jusqu'en 1921, elle a navigué sous pavillon néerlandais, puis le navire a été vendu à la Grande-Bretagne. En 1925, la compagnie de navigation A. Kennedy & Son acheta le navire et lui donna le nom de St. Blane. Cette compagnie de navigation a continué à l'utiliser dans le commerce côtieravant de le vendre au gouvernement polonais. 

### Navire-école de la deuxième république polonaise
Le 1er janvier 1927, le navire est transféré en Pologne et modifié à Gdansk aux chantiers navals de Gdansk pour devenir un navire-école destiné à la marine polonaise. À cette fin, deux roufs supplémentaires ont été construits pour une partie de l'équipage. Le 6 mai 1928, le premier drapeau polonais a été hissé sur le navire rebaptisé ORP Iskra. Son port d'attache était Gdynia. Au cours des années suivantes, le voilier d’entraînement a entrepris des voyages de formation, en particulier en mer Baltique, mais aussi en Méditerranée et vers les États-Unis d’Amérique. 

### Prêt à la Royal Navy
Au début de la Seconde Guerre mondiale, l’ Iskra se rendait en Méditerranée. Le 2 septembre 1939, il atteignit le port de Casablanca et passa le 10 octobre avec l'ORP Wilia (en), un cargo polonais, à Port Lyautey (aujourd'hui Kénitra au Maroc). Après la capitulation de la France, l'Iskra a été transféré le 27 juin 1940 à Gibraltar. Le 29 novembre, le gouvernement polonais en exil l'a prêté à la Royal Navy, qui l'utilisa sous le nom de HMS Pigmy comme base pour les torpilleurs et les sous-marins.  Dès le 31 mars 1941, il a retrouvé son ancien nom et a été utilisé pour la première fois comme navire résidentiel puis, à partir du 11 août 1941 comme navire dépôt. Après la fin de la guerre, le navire a été rendu à la marine de la République populaire de Pologne et, le 1er juillet 1948, il est retourné à Gdynia.

### Navire de formation de laRépublique populaire de Pologne
Jusqu'en 1974, la marine polonaise utilisa à nouveau le navire comme navire d'entraînement spécialisé dans la mer Baltique et passa de la mer de Barents à la Méditerranée et à l'Atlantique. Ensuite, il a été mis à la retraite à cause de l'usure, mais il servait initialement de magasin dans le port de guerre de Gdynia. Le 26 novembre 1977, l'Iskra a finalement été rayé de la liste des navires de la marine polonaise. Au total, elle avait parcouru 201 000 milles marins sous pavillon polonais. En 1981, le navire a été mis au rebut.
En 1982, l'actuel navire-école de formation à la voile, l'Iskra II de la marine polonaise a reçu ce nom.
|           |
| vers 1937 |

|            |
| Sous voile |

### Note et référence
- (de) Cet article est partiellement ou en totalité issu de l’article de Wikipédia en allemand intitulé « Iskra (Schiff, 1917) » (voir la liste des auteurs).